# 1095 (numero)
Millenovantacinque (1095) è il numero naturale dopo il 1094 e prima del 1096.

## Proprietà matematiche
- È un numero dispari.
- È un numero composto da 8 divisori: 1, 3, 5, 15, 73, 219, 365, 1095. Poiché la somma dei suoi divisori (escluso il numero stesso) è 681 < 1095, è un numero difettivo.
- È un numero sfenico.
- È un numero di Harshad nel sistema numerico decimale, cioè è divisibile per la somma delle sue cifre.
- È un numero fortunato.
- È un numero nontotiente in quanto dispari e diverso da 1.
- È un numero congruente.
- È un numero intero privo di quadrati.
- È un numero odioso.
- È parte delle terne pitagoriche (81, 1092, 1095), (228, 1071, 1095), (584, 1095, 1241), (657, 876, 1095), (720, 825, 1095), (1095, 1460, 1825), (1095, 2552, 2777), (1095, 2628, 2847), (1095, 7956, 8031), (1095, 8176, 8249), (1095, 13300, 13345), (1095, 23968, 23993), (1095, 39960, 39975), (1095, 66608, 66617), (1095, 119900, 119905), (1095, 199836, 199839), (1095, 599512, 599513).

## Astronomia
- 1095 Tulipa è un asteroide della fascia principale del sistema solare.
- NGC 1095 è una galassia nella costellazione della Balena.

## Astronautica
- Cosmos 1095 è un satellite artificiale russo.